# Philippe Gaumont
Philippe Gaumont, född 22 februari 1973 i Amiens, Somme, död 17 maj 2013 i Arras, Pas-de-Calais, var en fransk tävlingscyklist som tog OS-brons i lagtempoloppet vid olympiska sommarspelen 1992 i Barcelona. 